# Sphenoptera danilevskyi
Sphenoptera danilevskyi es una especie de escarabajo barrenador metálico del género Sphenoptera, de la familia Buprestidae, orden Coleoptera.

## Distribución
Se distribuye por la región paleártica.

## Taxonomía
Fue descrita por Kalashian en 2002.